# Крюково (Можайский район)
Крюково — деревня в Можайском районе Московской области в составе сельского поселения Бородинское. Численность постоянного населения по Всероссийской переписи 2010 года — 8 человек. До 2006 года Крюково входило в состав Синичинского сельского округа.
Деревня расположена в северо-западной части района, примерно в 25 км к северо-западу от Можайска, на правом берегу реки Лусянка, у впадения притока Земский, высота центра над уровнем моря 170 м. Ближайшие населённые пункты — Поминово и Фалилеево в 0,5—1 км севернее, Воронцово и Псарёво в 1 км на запад.